# Hugo Verlinden
Pour les articles homonymes, voir Verlinden.
Hugo Verlinden (né le 25 octobre 1937 à Gand,) est un coureur cycliste belge, actif dans les années 1950 et 1960.

## Biographie
En 1959, Hugo Verlinden remporte le classement général du Berliner Etappenfahrt et une étape du Tour de Belgique amateurs. La même année, il termine cinquième du Tour de RDA et 41e du championnat du monde amateurs. Il se distingue également sur piste en devenant champion de Belgique de l'américaine chez les amateurs. 
Lors de la saison 1960, il se classe deuxième d'une étape du Tour du Maroc. Il évolue ensuite au niveau professionnel en 1961 et en 1962 au sein de l'équipe Mercier-BP-Hutchinson. Durant cette période, il obtient une victoire dans une épreuve régionale et quelques places d'honneur. 

## Palmarès
- 1958
  - 3e de la Coupe Egide Schoeters
- 1959
  -  Champion de Belgique de l'américaine amateurs (avec François De Wagheneire)
  - Berliner Etappenfahrt
  - 1re étape du Tour de Belgique amateurs
- 1961
  - 3e de Bruxelles-Ravels